# Andreas Grega
Andreas Grega (Stoccolma, ...) è un cantante svedese, ex membro dei Kungers.

## Biografia
Andreas Grega ha fatto il suo debutto discografico da solista con l'album in studio En sak i taget (2010), arrivato 18º nella Sverigetopplistan. Circa due anni più tardi viene reso disponibile per il consumo il secondo LP, intitolato Mörkerseende.

## Discografia

### Da solista

#### Album in studio
- 2010 – En sak i taget
- 2012 – Mörkerseende

#### Singoli
- 2012 – Om jag vore snickare
- 2014 – Krama träd (con i Ska'n'Ska)
- 2015 – Innan allting rasar ner
- 2015 – Glöd
- 2016 – Du är inte cool när du sover

### Kungers
- 2007 – Folkpunk
- 2008 – Galaxen